# Oost-Souburg
Oost-Souburg est un village de la commune néerlandaise de Flessingue, sur la presqu'île zélandaise de Walcheren. Le village est séparé de West-Souburg par le canal de Walcheren.
Le caractère villageois d'Oost-Souburg a été préservé. Le hameau de Groot-Abeele se trouve à proximité de la localité.

## Histoire
Souburg est apparu autour d'une motte castrale carolingienne : Sudburgh. Cette motte a été élevée à la fin du IXe siècle pour abriter les habitants de la région contre les raids des Vikings. Plus tard, au cours du Xe siècle, elle fut abandonnée et la population quitta l'établissement. Au XXe siècle, le site a été cartographié et étudié lors de fouilles. Le terrain est désormais à l'abandon.
Au début du XIe siècle, une église paroissiale est fondée dans ce qui deviendra West-Souburg.
Dès le XIIIe siècle, Oost-Souburg est rebâtie et obtient en 1250 sa propre église paroissiale. Un manoir s'y trouvait du XVe au XVIIIe siècle.
De 1814 à 1835, Oost-Souburg a été une commune indépendante ; en 1835, elle fusionne avec West-Souburg pour former la commune d'Oost- en West-Souburg.
En 1966, la commune entière a été incorporée à Flessingue. Au cours de cette période, beaucoup de nouveaux quartiers ont été bâtis pour satisfaire à la demande croissante de logements à Flessingue.

## Médias
La télévision et la station de radio régionales Omroep Zeeland ont leurs studios principaux installés dans les bâtiments de l'ancienne mairie.

## Galerie

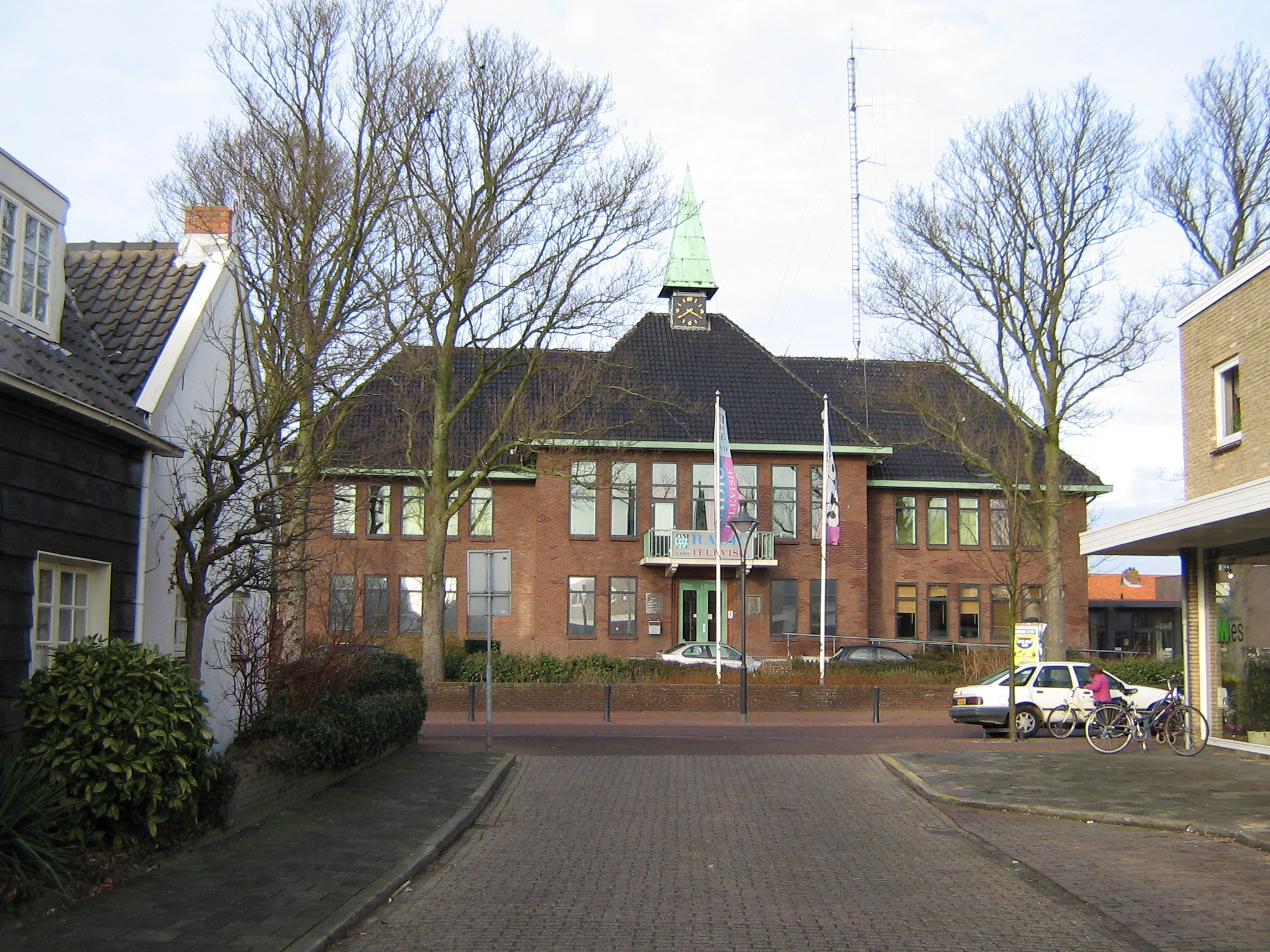
L'ancienne mairie.
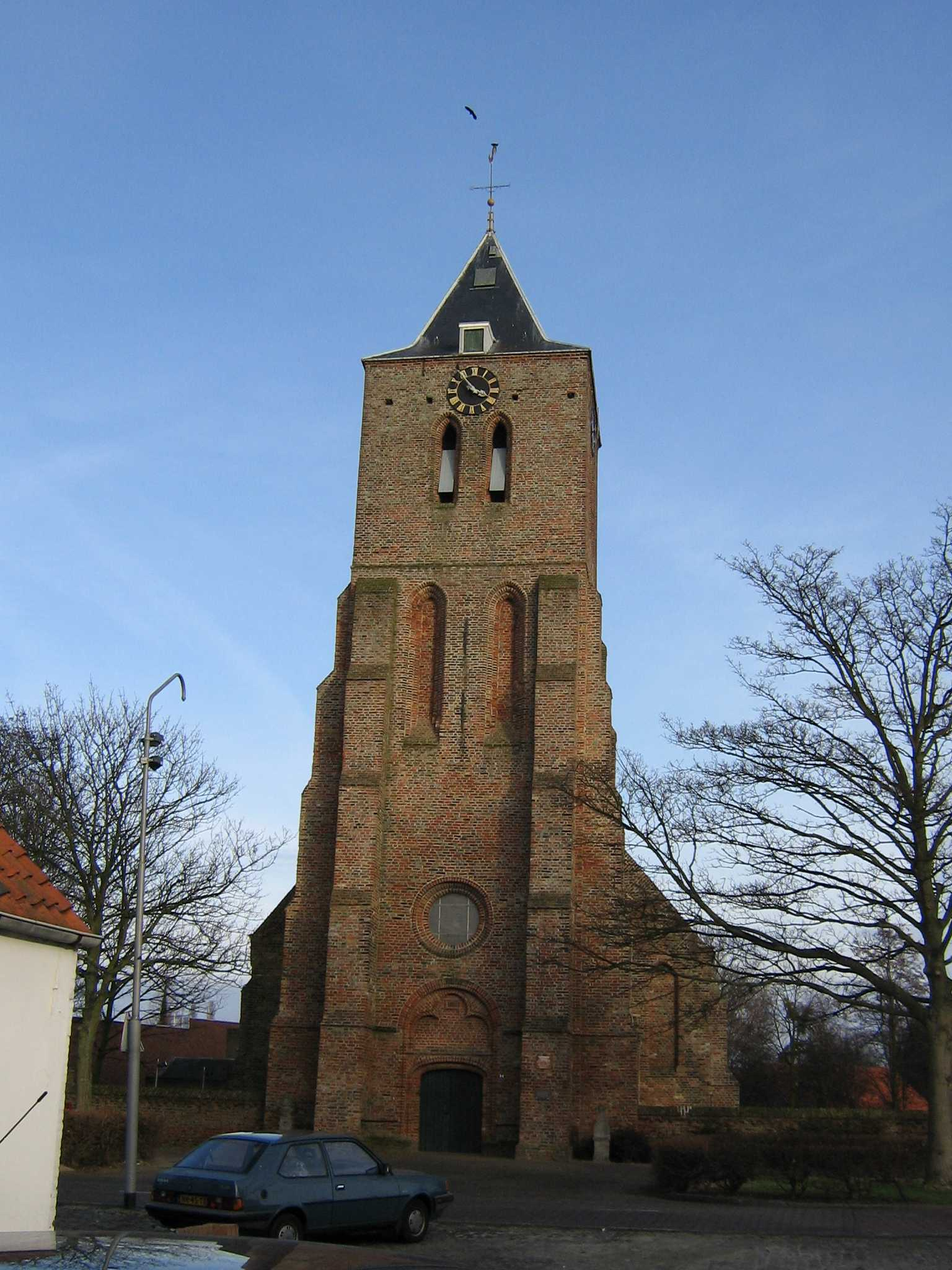
Le clocher d'Oost-Souburg.
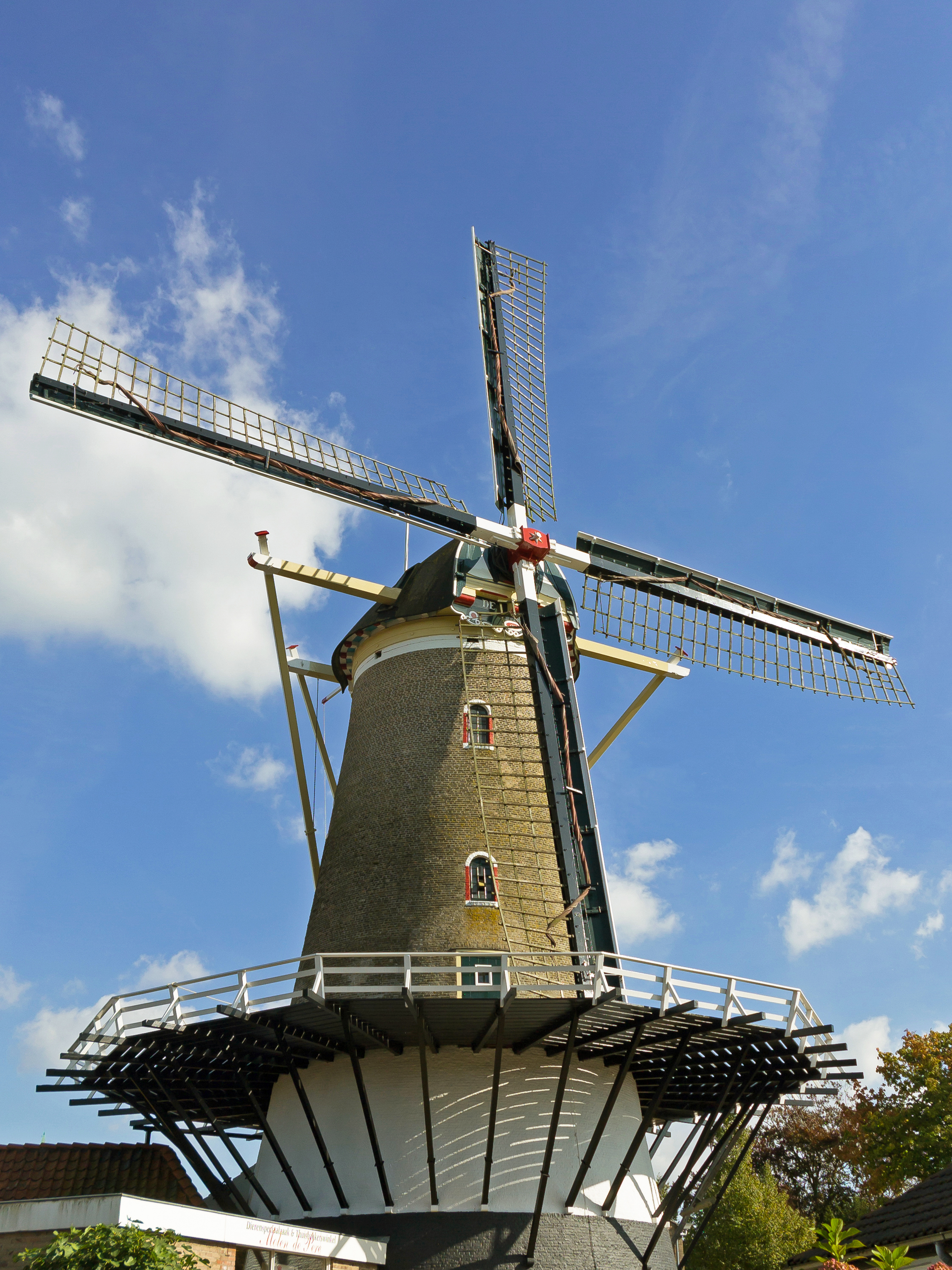
Moulin: korenmolen De Pere
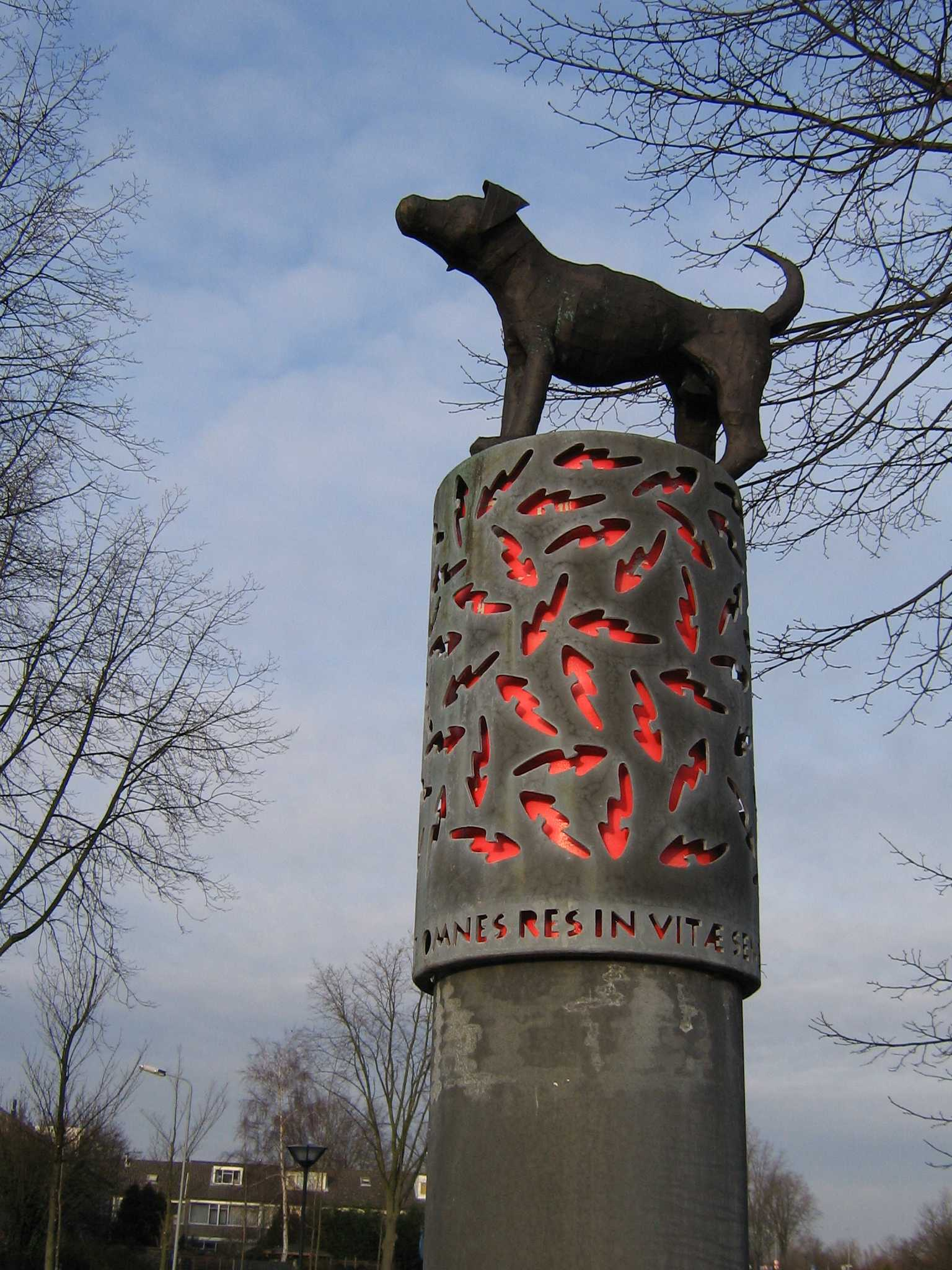
Œuvre d'art dans les environs d'Oost-Souburg (« Omnes res in vitae senestra videntur. B.E.E. fecit. »).

## Source
- (nl) Cet article est partiellement ou en totalité issu de l’article de Wikipédia en néerlandais intitulé « Oost-Souburg » (voir la liste des auteurs).